# Emma Dent Coad
Emma Dent Coad (née Margaret Mary Dent, le 2 novembre 1954), est une femme politique britannique travailliste qui est députée pour Kensington de 2017 à 2019. Elle est membre du Kensington and Chelsea London Borough Council depuis 2006.

## Jeunesse et éducation
Dent Coad est né à Stepney la plus jeune de six enfants. Son père, Charles Enrique Dent, est un professeur de médecine d'origine à moitié espagnole, et sa mère, Margaret Ruth Coad, est la fille d'un vicaire anglican qui s'est convertie au catholicisme pour l'épouser. Elle étudie au Sacred Heart High School, un lycée à Hammersmith, à Londres,.
Elle est diplômée du Royal College of Art avec une maîtrise en histoire du design en 1992. Dent Coad écrit ou contribue à un certain nombre de livres sur l'architecture et le design, notamment sur Javier Mariscal, et étudie à l'école d'architecture de l'Université de Liverpool pour un doctorat sur « Construire l'Espagne moderne : architecture, politique et idéologie sous Franco, 1939-1975", qu'elle a mis en attente après avoir été élue députée.

## Carrière dans le gouvernement local
Dent Coad est élue pour la première fois pour représenter le quartier de Golborne à Kensington et Chelsea London Borough Council en 2006 et est chef de l'opposition et chef du groupe travailliste du conseil de 2014 à 2015.
Quelques jours seulement après l'élection de Dent Coad, l'incendie de la tour Grenfell a lieu dans sa circonscription d'alors. Le 16 juin, elle blâme le conseil de Kensington et Chelsea pour les manquements qui ont conduit à l'incendie. La pauvreté à Kensington et l'incendie sont l'objet de son premier discours à la Chambre des communes le 22 juin 2017.

## Carrière parlementaire
Dent Coad est élue députée pour Kensington en 2017 en battant la sortante conservateur Victoria Borwick, avec une majorité de 20 voix, renversant la majorité 7361 voix de l'élection précédente deux ans plus tôt. La déclaration est faite après trois recomptages et est le dernier résultat communiqué des élections générales britanniques de 2017.
Dent Coad soutient Jeremy Corbyn lors des élections à la direction du parti travailliste de 2016. Elle s'identifie comme socialiste et est membre du groupe de campagne socialiste des députés travaillistes pendant son mandat au parlement.
Le 29 juin 2017, Dent Coad vote contre le whip du parti travailliste et pour un amendement au Discours du Trône appelant au maintien de l'adhésion du Royaume-Uni au marché unique et à l'union douanière après le Brexit. Dent Coad déclare qu'elle "fera toujours campagne pour rester dans l'UE" car "[son] souhait pour Kensington et pour le pays est de rester dans l'UE, de réformer les réglementations qui ne fonctionnent pas pour nous et de dépenser les revenus équitablement à travers le pays".
Dent Coad est républicaine : elle rejoint le groupe de pression Republic en 2005 et est une ancienne administratrice. En juin 2018, elle suggère que la famille royale quitte le Palais de Buckingham et qu'il soit ouvert au public, compte tenu de la contribution publique d'un tiers de milliard de livres sterling à son coût de rénovation.
Aux élections générales britanniques de 2019, Dent Coad est battue par la candidate du Parti conservateur Felicity Buchan, qui obtient 17 768 voix, et une majorité de 150 voix sur Dent Coad.

## Vie privée
Dent Coad est marié à Hadley Gregory D'Oyly, 15e baronnet de 1978 à 1982. En 1984, elle épouse David Blott, avec qui elle a trois enfants, le couple divorce en 1997. Elle vit à North Kensington depuis 1986.